# Belén Cabanes i Altés
Belén Cabanes i Altés   (Vilanova i la Geltrú, 4 de gener de 1969) és una ballarina catalana que destaca per combinar les castanyoles i el flamenc amb el ball contemporani.
Nascuda a Vilanova i la Geltrú, inicià els seus estudis de dansa a l'escola de José de la Vega de Barcelona. El 1991 va obtenir el títol de ballarina pel Reial Conservatori Professional de Dansa de Madrid i acaba els estudis de castanyola. La seva carrera professional inclou la participació a la Companyia de Dansa Espanyola de Barcelona (1988-1991), la Companyia Ballet Teatro Español de Rafael Aguilar (1991-1995), realitzant gires arreu del món. Ha estat companya artística del ballarí i coreògraf José de Udaeta (1998-2007) i ha participat en diferents companyies de flamenc, com Flamenco Camerata, 2D1 o Talent Danza.
Compagina els espectacles de flamenc i castanyoles amb la docència. Ha donat classes a França i Alemanya i des del 2003 ho fa a l'Institut del Teatre.
El 2018 fou convidada pel ministeri de Cultura, Esports i Turisme de Corea del Sud a participar en els actes d'inauguració dels Jocs Olímpics de Pyeongchang.
Durant la seva carrera artística ha rebut nombrosos premis i reconeixements: el 1997 va guanyar el primer premi en el "VI Certamen de coreografía de Danza Española y Flamenco" (Madrid) amb coreografia de Carmen Luque; el 2000 va rebre el segon premi en el "IX Certamen de coreografía de Danza Española y Flamenco", amb la coreografia Costumbre de Juan Carlos Lérida i el "Premio a la bailarina Sobresaliente"; i el 2004 guanyà el “Premio de la crítica” amb l'espectacle El Secreto de la castañuela al Festival de Jerez.